# Fédération des communistes anarchistes
Pour l'organisation française, voir Fédération communiste anarchiste.
La fédération des communistes anarchistes, en italien : Federazione dei Comunisti Anarchici, ou FdCA, est une organisation plateformiste communiste anarchiste italienne. 
La FdCA est fondée en 1985, elle est issue de la fusion de deux mouvements anarchistes italiens :
- Organizzazione Rivoluzionaria Anarchica (ORA) ;
- Unione dei Comunisti Anarchici della Toscana (UCAT).

La FdCA à des groupes dans toute l'Italie ainsi qu'en Suisse.